# Museo automobilistico e tecnologico di Sinsheim
Il Technik Museum Sinsheim, già Auto- und Technikmuseum Sinsheimin (in lingua italiana Museo automobilistico e tecnologico di Sinsheim) è un museo ubicato a Sinsheim, Germania inaugurato nel 1981.

## Descrizione

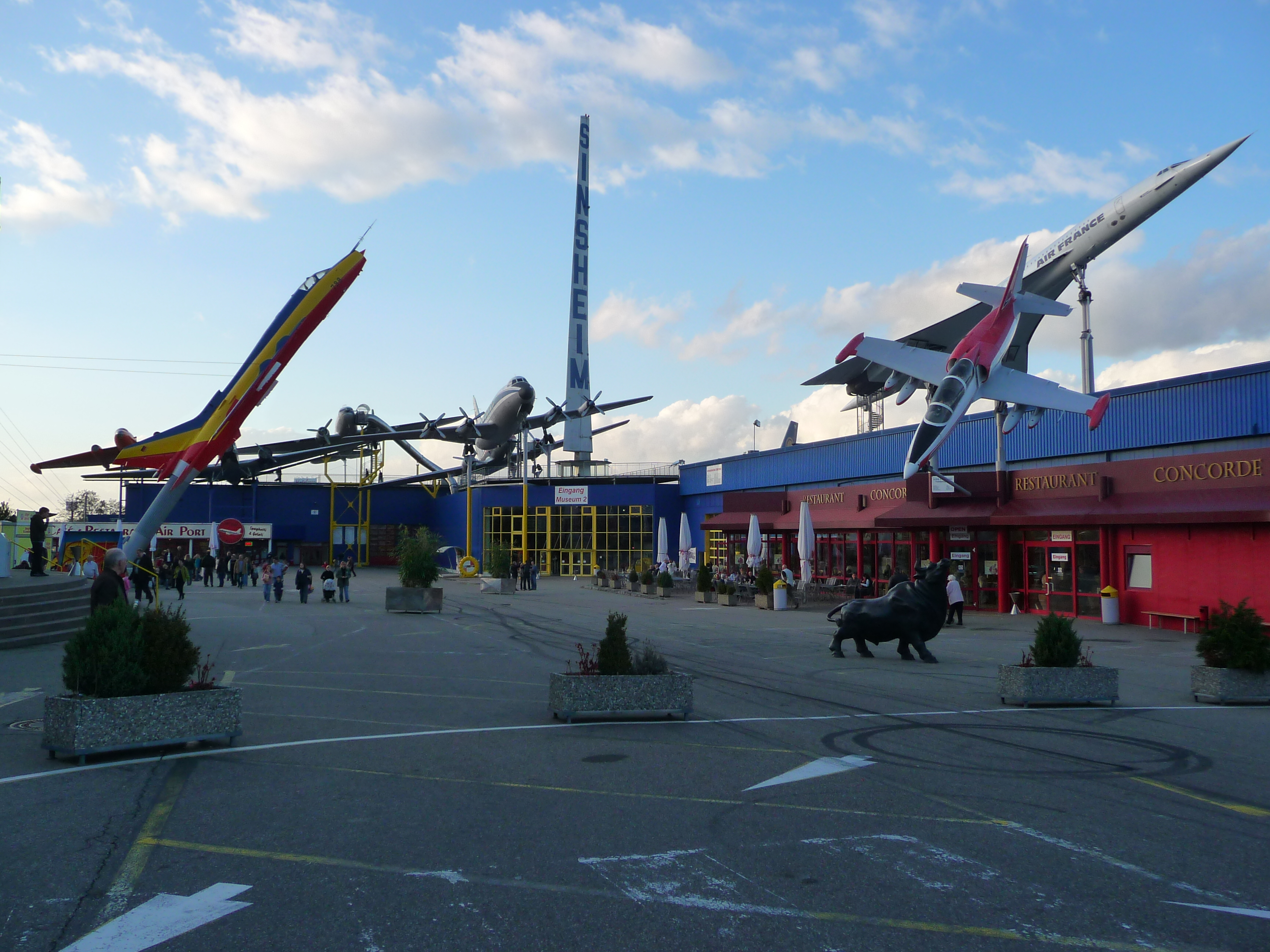
Ingresso

Il museo presenta oltre 3.000 pezzi esposti su una superficie di oltre 50.000 m². Viene visitato da oltre un milione di persone all'anno. Il museo è collegato con il Technik Museum Speyer che dista 30 minuti di auto. Vi sono un ristorante, il „Concorde“ e un Bistro, un souvenirshop, il cinema IMAX.
Il museo è della società Auto & Technik Museum Sinsheim e.V.

## Storia
Nel 1980 restauratori e collezionisti ebbero l'idea di presentare al pubblico i loro pezzi. Il Museumsverein venne fondato il 6. maggio 1981 e creato l' Auto & Technikmuseum Sinsheim su una superficie iniziale di soli 5.000 m².
Nel 1982 viene messo nel museo il Blue Flame, nel 1983 il Rotorblatt Growian.
Nel 1988 vengono aggiunti alla collezione altri velivoli tra i quali un Douglas DC-3 e un Boeing Vertol, così come un Ilyushin Il-14, posato con l'aiuto di un elicottero della Bundeswehr nella piazza. Viene eseguito il completo restauro del treno veloce J.A. Maffei-Schnellzug. Nel 1989 viene messo nel museo il Tupolev Tu-134 trasportato da Manching (Ingolstadt). Nel 1990 viene inaugurata la più grande collezione di auto da Formula 1 d'Europa.
Nel 1993 viene trasmesso il Sonntagskonzert della ZDF. Nel 1995 viene aperto un Haltepunkt della Deutschen Bahn.
Nel 1996 viene aperto il cinema IMAX 3D Technikmuseum Sinsheim, e nel 1998 prodotto l'IMAX-Film, „Klassiker“.
Nel 1999 viene aperta la sala in memoria di Fritz Huschke von Hanstein.
Nel 2000 il Tupolev Tu-144 viene messo sul tetto della Museumshalle 2. Nel 2003 viene posto nel museo il Concorde. Nel 2005 viene messo il Canadair CL-215.

## Velivoli

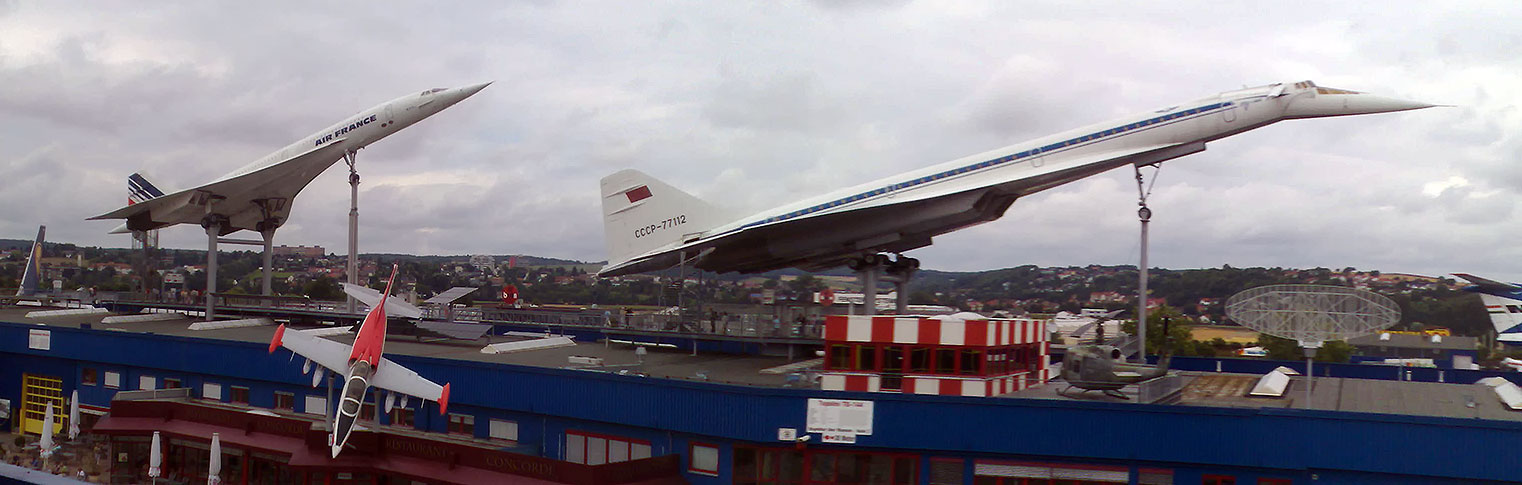
Concorde e Tu-144

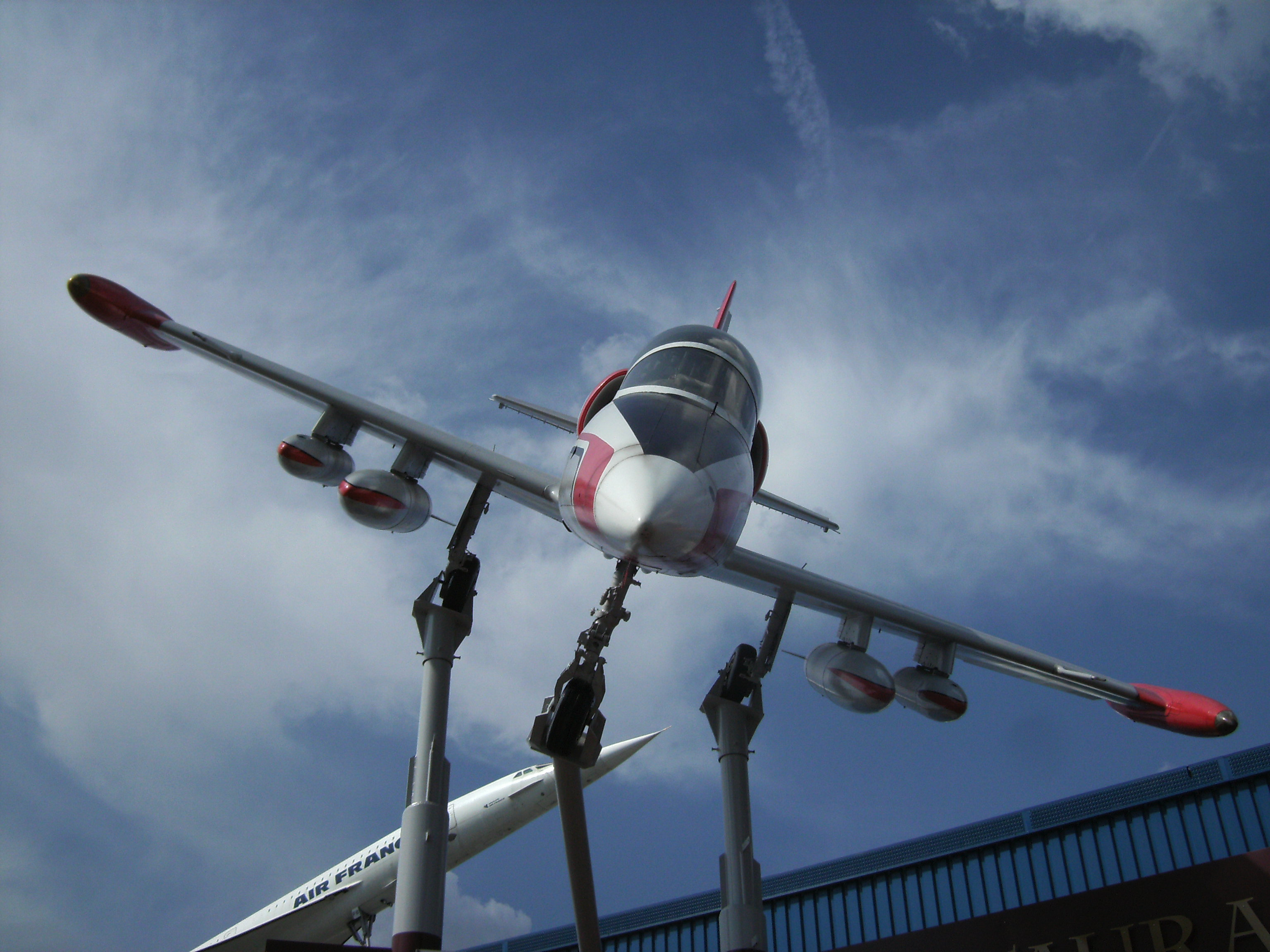
Aero L-39 Albatros

- Concorde
- Tu-144
- Aero L-39 Albatros
- Ju 52
- Canadair CL-215
- Douglas DC-3
- Tu-134

## Altri mezzi esibiti
- 300 automobili storiche
  - Mercedes and Maybach collection

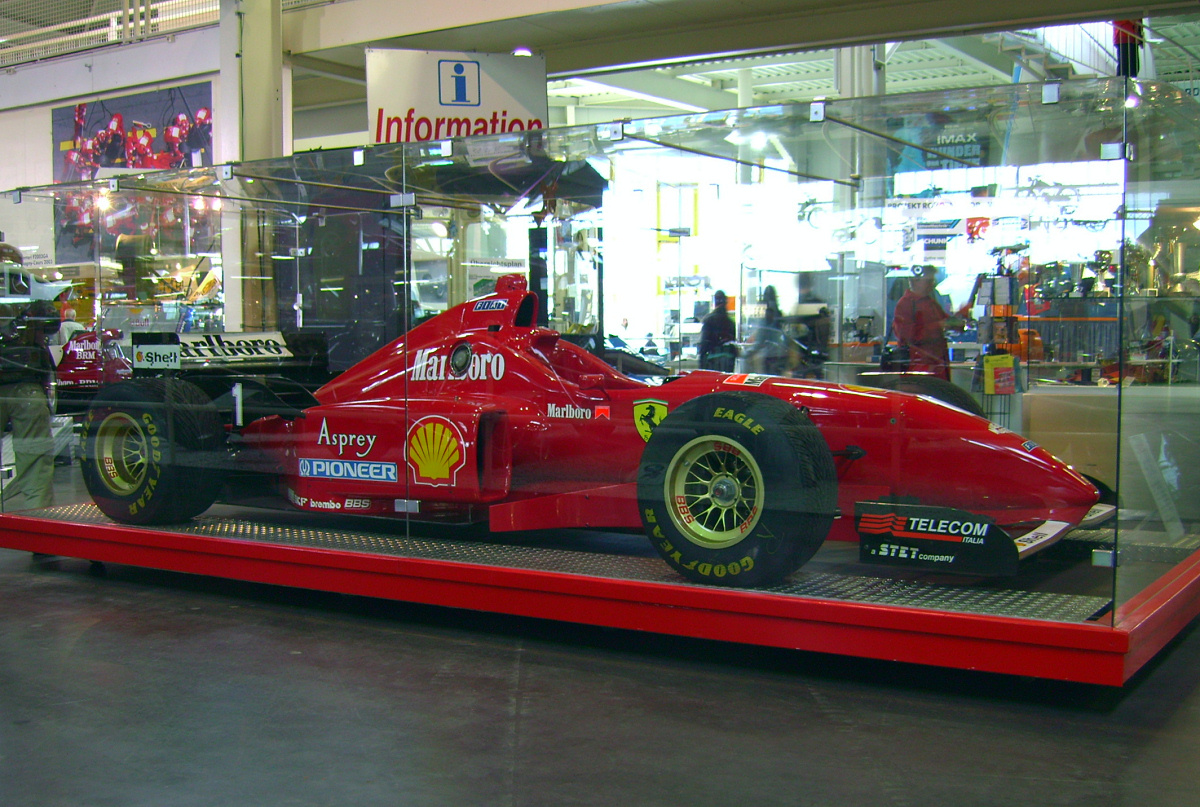
Ferrari F310 M.Schumacher (1996)

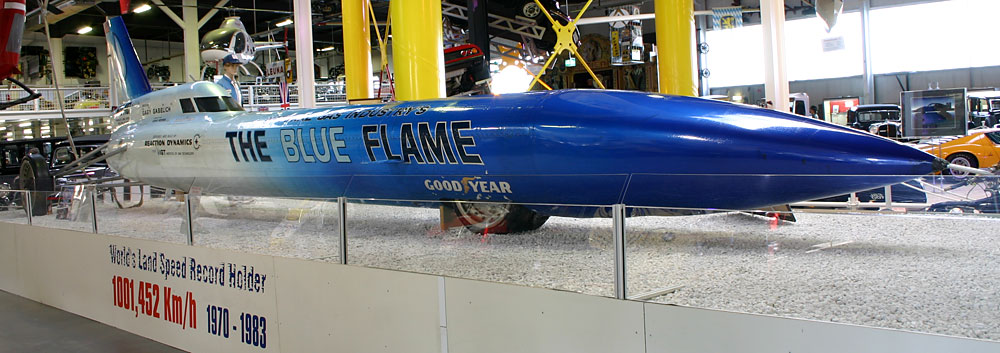
Blue Flame

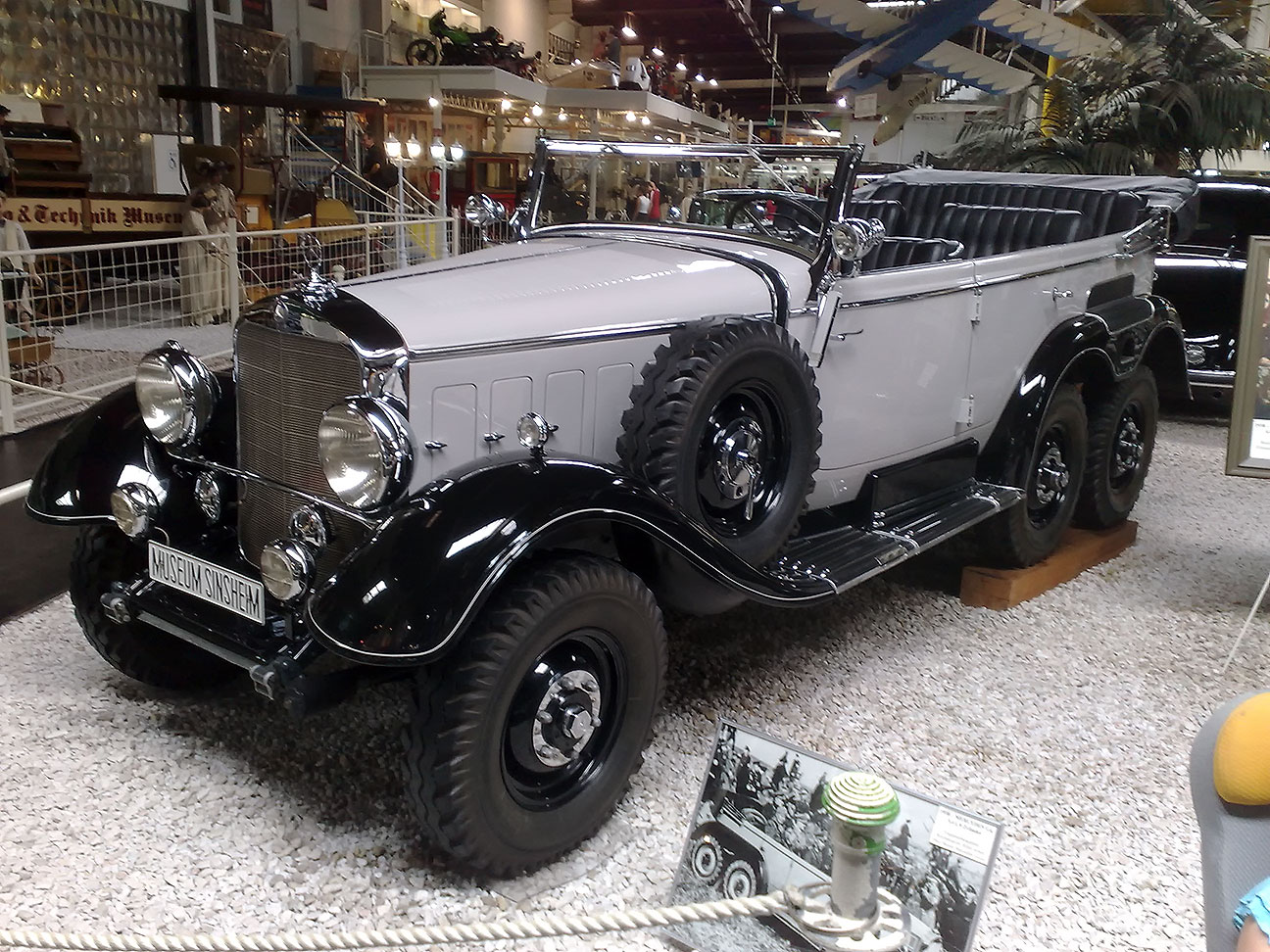
Mercedes-Benz W31

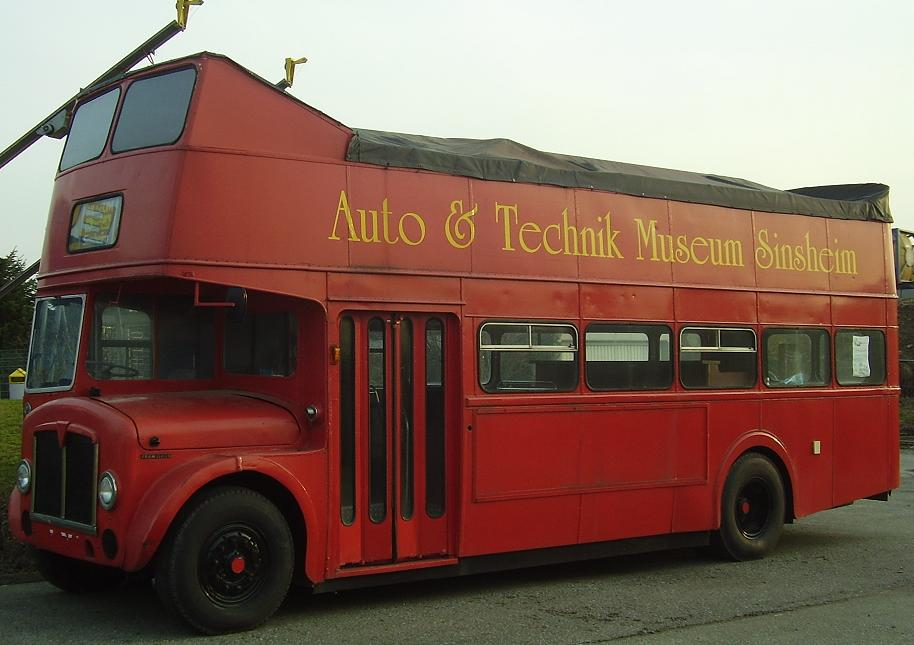
Autobus a due piani British AEC

- "American Dream Cars" collezione degli anni '50
  - Corvette
- 40 auto da corsa e sportive
- Formula-1 collection
- 200 motociclette
- 27 locomotive tra cui Badische IV h 18 314, Universaldampflokomotive 41 113, ölgefeuerte Güterzug-Dampflokomotive 043 100-7, Güterzugdampflokomotive 50 413, elektrische Rangierlokomotive E 60 012, österreichisches Krokodil 1089.06, schweizerisches Krokodil 142 82
- 50 aerei, tra cui i combattenti di entrambe le guerre mondiali e nell'era dei jet precoce, aerei di linea passeggeri
- 150 trattori
- macchine a vapore e camion
- organi a vapore
- Diversi caccia a reazione anticipata e altri velivoli
- Carri armati, artiglieria e altre attrezzature militari.
- American LaFrance “Brutus“ (Auto da corsa sperimentale del 1907 con motore 12 cilindri BMW-Flugmotor VI serie 8 con cilindrata 47 litri)
- „Blue Flame“ – Auto razzo del 1970 con record di velocità di 1001,66 km/h
- DeLorean
- Modelli Ferrari come F40, F50, Enzo, Testarossa, 365 Daytona Spyder, Dino
- Cockpit Boeing 747-200

## Accessibilità
Il museo è facilmente raggiungibile in auto e dispone di un ampio parcheggio. Ha anche una stazione ferroviaria dedicata, come parte della rete ferroviaria locale.